# 1778 au théâtre
| Années du théâtre : 1775 - 1776 - 1777 - 1778 - 1779 - 1780 - 1781    |
| Décennies du théâtre : 1740 - 1750 - 1760 - 1770 - 1780 - 1790 - 1800 |

## Événements
- L'acteur japonais Bandō Mitsugorō III fait ses débuts à l'âge de trois ans au théâtre kabuki d'Edo (actuel Tokyo), le Morita-za.

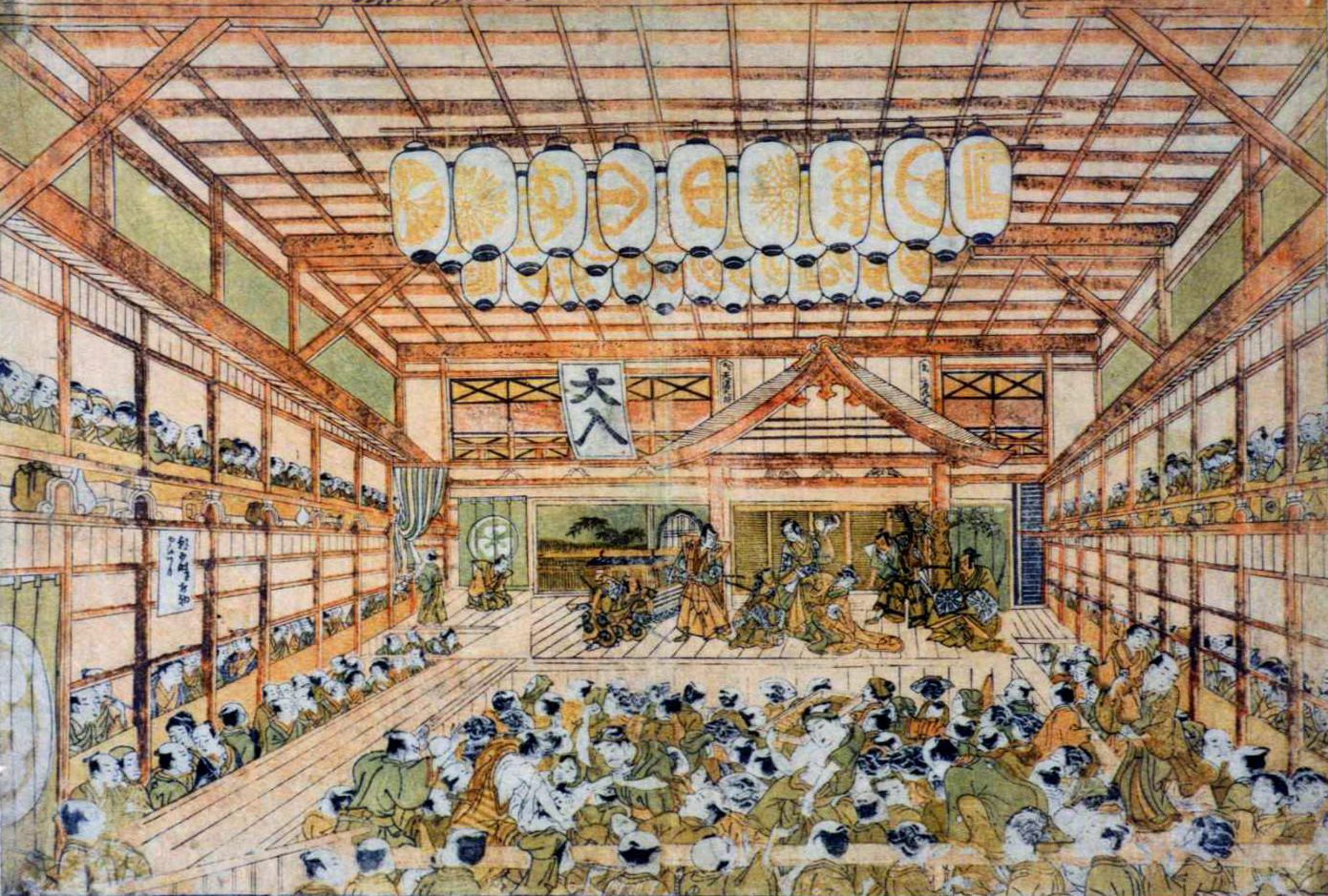
Le Morita-za dans les années 1790

## Pièces de théâtre représentées
- 24 janvier : La Bataille de Hastings (en) de Richard Cumberland, Londres, Théâtre royal de Drury Lane.
- 16 mars : Irène de Voltaire, Paris, Comédie-Française.
- avril : Sanmon Gosan no Kiri (en), pièce kabuki de Namiki Gohei I, Osaka, théâtre Kado.
- 15 octobre : The Camp (en) de Richard Brinsley Sheridan, Londres, Théâtre royal de Drury Lane.

## Décès
- 8 février : Henri-Louis Caïn, dit Lekain, acteur français, sociétaire de la Comédie-Française, considéré comme l’un des plus grands tragédiens du XVIIIe siècle, né le 31 mars 1729.
- 30 mai : Voltaire.
- 16 juin : Conrad Ekhof (de), acteur allemand, né le 12 août 1720.
- 5 juillet : Antonio Cristoforo Collalto-Mattiuzzi, dramaturge et acteur de théâtre italien actif en France, né le 8 novembre 1717.
- 9 octobre : Pierre Rémond de Sainte-Albine, auteur dramatique et historien français, né le 29 mai 1699.
- 19 novembre : Jean-Claude-Gilles Colson, dit Bellecour, acteur français, sociétaire de la Comédie-Française, né le 16 janvier 1725.
- 15 décembre : Marie-Anne Carrelet de Marron, peintre, entrepreneuse et dramaturge française, née le 14 décembre 1724.